# Riverside Studios
Riverside Studios este un centru de artă de pe malul râului Tamisa din districtul Hammersmith al Londrei. Spațiul găzduiește spectacole contemporane, proiecții de filme, expoziții de artă vizuală și producția de emisiuni de televiziune.
Închis pentru reamenajare în septembrie 2014, Riverside Studios a fost redeschis în august 2019 cu o emisiune de televiziune realizată în Studio 1 ce a prezentat alegerilor din Marea Britanie de la Channel 4.

## Istoric

### Studio de film
Compania Triumph Films a cumpărat în 1933 spațiul unei foste turnătorii de fier din epoca victoriană de pe Crisp Road, Londra, și l-a transformat într-un studio de film relativ compact, cu două platouri de filmare și un studio de dublare a vocilor. În 1935 studioul de film a fost preluat de Julius Hagen⁠(d) (care era atunci proprietarul Twickenham Studios⁠(d)) cu intenția de a-l folosi ca debordare pentru a face cote rapide. Cu toate acestea, compania sa a intrat în lichidare doi ani mai târziu. Studioul a fost deținut în perioada 1937–1946 de Jack Buchanan⁠(d), aici fiind produse filme precum We'll Meet Again⁠(d) (1943) cu Vera Lynn⁠(d) și The Seventh Veil⁠(d) (1945) cu James Mason. În 1946 studioul a fost achiziționate de compania Alliance Film Studios (care era atunci proprietara Twickenham Studios⁠(d) și Southall Studios⁠(d)) și a produs filme precum They Made Me a Fugitive⁠(d) (1948) cu Trevor Howard, The Happiest Days of Your Life⁠(d) (1950) cu Alastair Sim și Margaret Rutherford și Father Brown⁠(d) (1954) cu Alec Guinness.

### Studiouri ale BBC
În 1954 studioul a fost achiziționat de compania British Broadcasting Corporation pentru a fi folosit de postul său de televiziune. Redenumită The BBC Riverside Television Studios, clădirea a fost inaugurată oficial pe 29 martie 1957 de către regina mamă Elisabeta. Aici au fost realizate sezoanele 2-6 ale serialului de comedie Hancock's Half Hour⁠(d) (1957–1960), precum și alte emisiuni de comedie, dramă și muzică, inclusiv serialul științifo-fantastic Quatermass and the Pit⁠(d) (1958–1959), Dixon of Dock Green⁠(d), Six-Five Special⁠(d), Z-Cars⁠(d), Top of the Pops⁠(d), emisiunile pentru copii Blue Peter⁠(d) și Play School⁠(d). Episoadele serialului Doctor Who au fost filmate în studiourile Riverside între 1964 și 1968, iar Studioul 1 a fost locul unde a fost filmată scena de regenerare a primului doctor William Hartnell⁠(d). Studiourile au rămas continuu în uz până la plecarea BBC în 1974.

### Riverside Studios / Riverside Trust
În 1974 o companie non-profit înființată de Hammersmith and Fulham London Borough Council⁠(d) a preluat controlul asupra clădirii, cu scopul organizării aici a unui centru comunitar de artă, și au fost create, după proiectul lui Michael Reardon, două spații mari multifuncționale din cele două platouri de filmare principale ale studioului. Misiunea Riverside Studios este prezentarea unui program artistic de înaltă calitate, care să fie accesibil tuturor. În timp ce pregătea festivalul de inaugurare a clădirii, dramaturgul Peter Gill, primul director artistic al centrului Riverside, a permis în 1976 unei formații muzicale de amatori din vestul Londrei intitulată The Strand să folosească unul dintre spațiile de spectacole pentru a repeta; ea a devenit ulterior formația The Sex Pistols. Politica inițială a centrului Riverside a fost organizarea unei combinații de spectacole de dans și de teatru clasic și contemporan ale trupelor proprii și invitate. Concomitent cu programul principal, au avut loc evenimente și activități regulate precum proiecții de filme, spectacole muzicale, recitaluri și ateliere de teatru. David Gothard, directorul de programe, a adus aici în 1977 spectacolul „The Dead Class” de Tadeusz Kantor și compania Cricot 2 de la Cracovia (Polonia). Gothard a jucat un rol esențial în următoarea etapă de existență a Riverside Studios.
Riverside Studios a devenit pe deplin operațional în 1978, cu Livada de vișini (The Cherry Orchard), producția de referință a lui Gill, pentru care Julie Covington⁠(d) a refuzat rolul principal în musicalul Evita. Centrul a dobândit rapid o reputație internațională pentru excelență și inovație, cu producții autohtone ca The Changeling (1978) cu Brian Cox și Robert Lindsay⁠(d), Măsură pentru măsură (Measure for Measure, 1979) cu Helen Mirren și Iulius Caesar (Julius Caesar, 1980)) cu Phil Daniels⁠(d), ca și pentru producții internaționale variate, inclusiv, în special, cea a regizorului de teatru polonez Tadeusz Kantor. În 1978 Riverside a găzduit primul dintre numeroasele sezoane ale festivalului Dance Umbrella⁠(d), cu spectacolele realizate de Rosemary Butcher și Richard Alston. Gill a pus spațiul la dispoziție pentru spectacolele realizate de artiști ca Bruce McLean⁠(d) și Ian Coughlin și companii ca Black Theatre Co-operative (acum NitroBeat⁠(d)).
Mai multe expoziții de artă (inclusiv „Prints” a lui Howard Hodgkin⁠(d), 1978) au fost organizate de Milena Kalinovska în foaierul clădirii Riverside, dar după plecarea lui Gill în 1980 a fost amenajată o galerie specială după planurile realizate de arhitecții Will Alsop și John Lyall și directorul tehnic Steven Scott. Prima expoziție organizată aici, în timpul conducerii lui Jenny Stein, a conținut lucrări ale pictorului și graficianului Edvard Munch. Expozițiile ulterioare au fost organizate pentru artiști precum David Hockney („Paintings and Drawings for Parade”, 1981), Antony Gormley⁠(d) („New Sculpture”, 1984), Louise Bourgeois⁠(d) („Recent Work”, 1990) și Yoko Ono („In Facing”, 1990)
Începând din 1980 David Gothard a condus programul de arte ale spectacolului și l-a invitat pe Michael Clark să devină primul coregraf rezident al centrului Riverside, iar artistul a compsua aici 16 piese originale înainte de a-și înființa propria sa companie de dans în 1984. Tot în 1980 Samuel Beckett a regizat repetițiile trupei San Quentin Theatre Workshop cu piesa Endgame în Studioul 2, revenind la Riverside patru ani mai târziu pentru a dirija aceeași trupă în spectacolul Așteptându-l pe Godot. Sub conducerea lui David Gothard, programul internațional de teatru și dans a prosperat cu spectacolele realizate de Dario Fo și Franca Rame, Le Cirque Imaginaire, Eckehard Scall și Berliner Ensemble, The Market Theatre din Johannesburg, Cricot 2 din Cracovia și Colectivo De Parma și cu spectacolele de dans realizate în colaborare cu Merce Cunningham, John Cage și membrii tripei Judson Church. Tot atunci, legendarii dansatori de tap americani au apărut în spectacolul de mare succes No Maps on My Taps, cu Chuck Green⁠(d). În această perioadă, Riverside Studios a evoluat și a crescut, oferind vizitatorilor spectacole de teatru și cinema, expoziții artistice și programe educative, și a devenit o forță artistică care a pus bazele viitorului său. David Gothard a încheiat colaborări cu artiști britanici din toate specialitățile artistice, inclusiv Peter Greenaway, Michael Nyman, Hanif Kureshi, Rebecca O'Brien, Jane Bernstein, David Leveaux, precum și cu o rețea de festivaluri artistice de top din lume precum Festivalul de la Edinburgh, Festivalul de la Spoleto, Festivalul de la Avignon și Teatrul Hebbel din Berlin.
În noiembrie 1987 actrița Vanessa Redgrave a inaugurat un cinematograf cu 200 de locuri în clădirea Riverside Studios. În 1990 cântăreața veterană de jazz Adelaide Hall a apărut în filmul Sophisticated Lady, un documentar despre viața ei, care a inclus o interpretare live a unui concert înregistrat la Riverside Studios.
William Burdett-Coutts (care a fost, de asemenea, director artistic al companiei promotoare Assembly) a fost numit director artistic al Riverside Studios în 1993, într-o perioadă de dificultăți financiare pentru compania proprietară, și a fost nevoit să introducă spectacole artistice cu un scop pronunțat comercial pentru a atrage cât mai mult public. În timp ce Riverside și-a continuat activitatea sa multiartistică (găzduind companii precum Complicite⁠(d), The Wooster Group⁠(d) și The Wrestling School a lui Howard Barker⁠(d)), cinematograful său de 200 de locuri a fost folosit pentru sesiunile duble de difuzare a filmelor și pentru festivalurile internaționale de film care aveau loc anual. În 1996 au început să fie realizate din nou emisiuni de televiziune la Riverside atunci când emisiunea TFI Friday⁠(d), prezentată de Chris Evans, a fost transmisă din Studioul 1 (până în 2000). CD:UK⁠(d) a fost difuzat de la Riverside între 2003 și 2006, în timp ce proiectele TV ulterioare au inclus emisiunile T4 (2006–2009), Popworld⁠(d) și The Last Leg⁠(d) de la Channel 4, Never Mind the Buzzcocks⁠(d) de la BBC și Celebrity Juice⁠(d) (2008–2014) de la ITV.
În septembrie 2014 Riverside Studios a fost închis pentru realizarea unor lucrări de reamanajare, ce urmau să se întindă pe o perioadă de cinci ani.

### Reamenajare
Compania de construcții londoneză Mount Anvil⁠(d), lucrând în colaborare cu A2 Dominion, a reamenajat vechiul Riverside Studios și clădirea adiacentă Queen's Wharf. Firma de arhitectură Assael Architecture⁠(d) a fost angajată pentru a proiecta o nouă clădire care conține 165 de apartamente rezidențiale, noi studiouri pentru teatru și televiziune, două cinematografe, un restaurant pe malul râului și o cafenea/bar, precum și spații flexibile pentru evenimente. Ca parte a reamenajării, a fost construită o nouă pasarelă pe malul râului care să facă legătura cu Thames Path de-a lungul podului Hammersmith, originar din epoca victoriană târzie.
În timpul reamenajării, Riverside a continuat să producă spectacole, inclusiv Nirbhaya de Yael Farber, în mai multe spații artistice internaționale ca Southbank Center și Lynn Redgrave Theatre⁠(d) (2015), Raz, o piesă nouă de Jim Cartwright⁠(d) la Trafalgar Studios⁠(d) (2016) și A Christmas Carol cu Simon Callow⁠(d) la Arts Theatre⁠(d) (2016–2017). Echipa de producție digitală de la Riverside a înregistrat, de asemenea, o serie de producții de teatru și dans pentru difuzare, inclusiv Land of Our Fathers de Chris Urch⁠(d), adaptarea realizată de Northern Ballet⁠(d) a romanului O mie nouă sute optzeci și patru și producția trupei Out of Joint⁠(d) a piesei Poveste de iarnă.
O placă albastră confecționată de Hammersmith and Fulham Historic Buildings Group pentru a rememora istoria centrului Riverside a fost instalată la intrarea principală a clădirii în martie 2018.
Riverside Studios a fost redeschis pentru public la sfârșitul anului 2019.

## Studiouri
- Studioul 1 – 6.500 sq ft (600 m2), care conține un studio HD și UHD cu 368 de locuri (capacitate totală de 468 de locuri), operat de Riverside TV cu legături către BT Tower⁠(d)[24]
- Studioul 2 – 5.077 sq ft (471,7 m2), un studio multifuncțional de tip „black box” cu o capacitate de audiență de 400 de locuri
- Studioul 3 – 1.800 sq ft (170 m2), un studio în principal de teatru cu o capacitate de 180 de locuri
- Studioul 4 – un spațiu flexibil de evenimente cu vedere către râu cu o capacitate de 100 de locuri
- Studioul 5 – un spațiu comunitar/de repetiție cu o capacitate de 60 de locuri

## Producții de televiziune (selecție)
- 1000 Heartbeats⁠(d)
- Alan Davies: As Yet Untitled⁠(d) (sezonul 1)
- CD:UK⁠(d)
- Celebrity Juice⁠(d)
- EFL on Quest⁠(d)
- Have I Got News for You⁠(d)
- Never Mind the Buzzcocks⁠(d)
- Peter Crouch: Save Our Summer⁠(d)
- Popworld⁠(d)
- Revenge of the Egghead⁠(d)
- Robert's Web⁠(d)
- Russell Howard's Good News⁠(d)
- Sweat the Small Stuff⁠(d)
- T4⁠(d)
- TFI Friday⁠(d)
- That Sunday Night Show⁠(d)
- The Apprentice: You're Fired!⁠(d)
- The Elaine Paige Show⁠(d)
- The Last Leg⁠(d)
- Top of the Pops⁠(d)
- Unzipped
- You Have Been Watching⁠(d)
- Weekend Kitchen with Waitrose⁠(d)

## Spectacole de teatru (selecție)
- The Ragged Trousered Philanthropists de Joint Stock. Regizat de William Gaskill⁠(d) (1978)[25]
- St. Mark's Gospel, conceput, regizat și interpretat de Alec McCowen⁠(d) (1978)[26]
- Mama Dragon de Black Theatre Co-operative (1980)
- The Biko Inquest cu Albert Finney, Nigel Davenport⁠(d) și Michael Gough (1984)
- Playing the Right Tune de Benjamin Zephaniah⁠(d) (1985)[27]
- A dousăprezecea noapte, cu Richard Briers⁠(d) și Frances Barber⁠(d). Regizat de Kenneth Branagh (1988)[28]
- The Pornography of Performance de The Sydney Front⁠(d) (1989)[29]
- Hamlet, cu Alan Rickman și Geraldine McEwan⁠(d) (1992)
- The Seven Streams of the River Ota de Robert Lepage⁠(d) (1994)
- Antoniu și Cleopatra, cu Vanessa Redgrave (1994)
- Mnemonic de Complicite⁠(d) (2003)[30]
- Phèdre, cu Sheila Gish⁠(d). Regizat de Deborah Warner⁠(d) (2002)
- Scaramouche Jones, cu Pete Postlethwaite (2002)[1]
- The Exonerated, cu Stockard Channing⁠(d), Aidan Quinn⁠(d), Danny Glover și Alanis Morissette. Regizat de Bob Balaban⁠(d) (2006)[31]
- Spectacular de Forced Entertainment⁠(d) (2008)
- 1800 Acres de David Myers, cu Cathy Tyson⁠(d) (2008)
- The New Electric Ballroom de Enda Walsh⁠(d) (2009)
- Windmill Baby (câștigător al Premiului pentru dramaturgie „Patrick White”) de David Milroy și Ningali Lawford⁠(d) (2009)
- Salad Days de Tête à Tête⁠(d) (2010/11 și 2012/13)[32]
- Troilus și Cresida de The Wooster Group⁠(d) și The Royal Shakespeare Company (2010)
- A Round-Heeled Woman: the play, cu Sharon Gless⁠(d) (2011)[1][33]
- Mies Julie, adaptare după piesa Miss Julie de August Strindberg, realizată de Yaël Farber (2013)[1][34]
- Happy Days, după Samuel Beckett, regizat de Trevor Nunn⁠(d) (iunie - iulie 2021)[35]
- Ava: The Secret Conversations, scris și interpretat de Elizabeth McGovern după cartea scrisă de Peter Evans⁠(d) și Ava Gardner (ianuarie - aprilie 2022)[36]
- Marile speranțe, după Charles Dickens, interpretat de Eddie Izzard (februarie 2022)
- Operation Mincemeat, prezentat de SpitLip (mai - iulie 2022)

## Spectacole de dans (selecție)
- Dance Umbrella⁠(d) (primul festival London Dance Umbrella organizat la Riverside și la Institute of Contemporary Arts⁠(d) în 1978)
- Empty Signals de Rosemary Butcher (1978)
- Rush de Michael Clark (1982)
- Set & Reset de Trisha Brown⁠(d) (1983)
- Of Shadows and Walls de Rosemary Butcher (1991)
- Twyla Tharp⁠(d) (1994)[37]
- Stormforce de Rophin Vianney (2006)
- Episodes of Light de Rosemary Butcher (2008)
- Mamootot de Batsheva Dance Company⁠(d) (2008)
- Havana Rumba de Toby Gough (2009)
- Circa (circ contemporan) (2009)
- Dancing on Your Grave de companiile The Cholmondeleys⁠(d) și The Featherstonehaughs⁠(d) fondate de Lea Anderson⁠(d) (2009)[38]
- At Swim Two Boys de Earthfall Dance (2012)
- Chelsea Hotel de Earthfall Dance (2013)[39]

## Spectacole de comedie live (selecție)
- Lenny Henry (1988)
- Peter Sellers Is Dead (cu Sanjeev Bhaskar⁠(d), Nina Wadia⁠(d), Kulvinder Ghir⁠(d) și Meera Syal⁠(d). Un precursor al serialului de radio și TV al BBC Goodness Gracious Me (BBC)⁠(d) (1995))[40]
- Stand Up South Africa cu Mel Miller⁠(d) (2002)[1]
- Ed Byrne⁠(d): Me Again (2004) și Different Class (2008)
- Bill Bailey⁠(d): Tinselworm (2007)
- Pappy's⁠(d): Funergy (2009)
- Richard Herring⁠(d): The Twelve Tasks of Hercules Terrace (2009)
- Julian Clary⁠(d) (2010)
- Carl Barron⁠(d) (2011)
- Rhod Gilbert⁠(d)
- Wil Anderson⁠(d)
- Count Arthur Strong⁠(d): The Man Behind the Smile

## Spectacole muzicale (selecție)
- Toyah (1979)
- New Order[41] (4 ianuarie 1982)
- Sigue Sigue Sputnik⁠(d) (24 iulie 1985)
- Van Morrison⁠(d) și The Chieftains⁠(d) (1988)
- Prince (1999)
- David Bowie[42] (2003)
- Annie Lennox[43] (2003)
- Pink (2003)
- Metallica[44] (2003)
- Amy Winehouse[45] (2008)
- Stereophonics (2008)
- Kelis (2010)
- Lionel Richie
- Oasis
- Tom Robinson⁠(d) a găzduit sesiuni de înregistrări live pentru emisiunea radiofonică Introducing... de la BBC Radio 6 Music⁠(d)[46] în Studioul 3.

## Fotografie

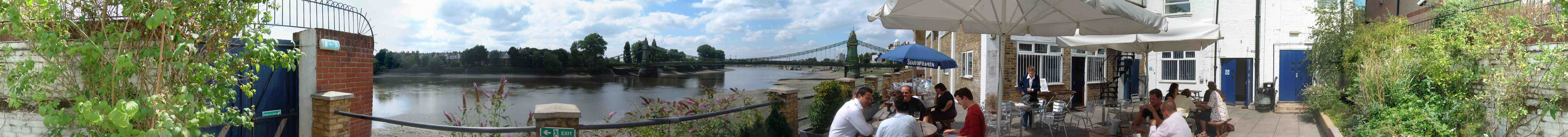
Panoramă a terasei spațiului inițial al Riverside Studios